# Слоутсбург (Нью-Йорк)
Слоутсбург (англ. Sloatsburg) — селище (англ. village) в США, в окрузі Рокленд штату Нью-Йорк. Населення — 3036 осіб (2020).

## Географія
Слоутсбург розташований за координатами 41°9′43″ пн. ш. 74°11′27″ зх. д. / 41.16194° пн. ш. 74.19083° зх. д. (41.162046, -74.190873).  За даними Бюро перепису населення США в 2010 році селище мало площу 6,49 км², з яких 6,39 км² — суходіл та 0,10 км² — водойми.

## Демографія
Згідно з переписом 2010 року, у селищі мешкало 3039 осіб у 1038 домогосподарствах у складі 801 родини. Густота населення становила 468 осіб/км².  Було 1102 помешкання (170/км²).
Расовий склад населення:
| - 87,4 % — білих - 3,5 % — чорних або афроамериканців - 2,9 % — азіатів - 0,5 % — корінних американців - 3,7 % — осіб інших рас |

До двох чи більше рас належало 1,9 %. Частка іспаномовних становила 14,2 % від усіх жителів.
За віковим діапазоном населення розподілялося таким чином: 26,1 % — особи молодші 18 років, 61,6 % — особи у віці 18—64 років, 12,3 % — особи у віці 65 років та старші. Медіана віку мешканця становила 39,3 року. На 100 осіб жіночої статі у селищі припадало 104,2 чоловіків;  на 100 жінок у віці від 18 років та старших — 102,1 чоловіків також старших 18 років.
Середній дохід на одне домашнє господарство  становив 97 341 долар США (медіана — 86 189), а середній дохід на одну сім'ю — 107 961 долар (медіана — 94 091). Медіана доходів становила 60 000 доларів для чоловіків та 51 667 доларів для жінок. За межею бідності перебувало 4,7 % осіб, у тому числі 7,1 % дітей у віці до 18 років та 2,2 % осіб у віці 65 років та старших.
Цивільне працевлаштоване населення становило 1643 особи. Основні галузі зайнятості: освіта, охорона здоров'я та соціальна допомога — 29,6 %, роздрібна торгівля — 15,1 %, науковці, спеціалісти, менеджери — 9,0 %, мистецтво, розваги та відпочинок — 8,0 %.